# 南卡羅來納州第八步兵團
南卡羅來納州第八步兵團（8th South Carolina Infantry Regiment）是美國南北戰爭時邦聯軍隊中的一支步兵團。

## 成立
1861年春天第八步兵團成立於南卡羅來納州的瑪香莪(Marion)。成員都來自瑪香莪郡和達靈頓郡(Darlington)。

## 隸屬
南卡州第八步兵團是第一兵團中，約瑟夫·科曉(Joseph Kershaw)准將之軍旅中的一個步兵團，參與過不少主要戰役。
此步兵團亦曾效力田納西軍團，在西部戰場作戰，最後只剩52人，與此軍團投降。

## 戰役
- 第一次馬納沙斯之役
- 威廉斯堡之役
- 莫爾文山之役
- 安提耶坦戰役
- 弗德堡之役
- 錢斯勒斯維爾之役
- 葛底斯堡之役 (三百多人出戰，33%傷亡)
- 奇克莫加之役(Battle of Chickamauga)
- 莽原之役
- 史波特斯凡尼亞郡府之役
- 北安娜之役
- 冷港之役
- 彼得斯堡之役
- 細德溪之役
- 沃爾瑪之役

## 外部連結
- 南卡羅來納州第八步兵團之歷史 （页面存档备份，存于）
- 南卡羅來納州第八步兵團之歷史 （页面存档备份，存于）